# Susanne Weirich

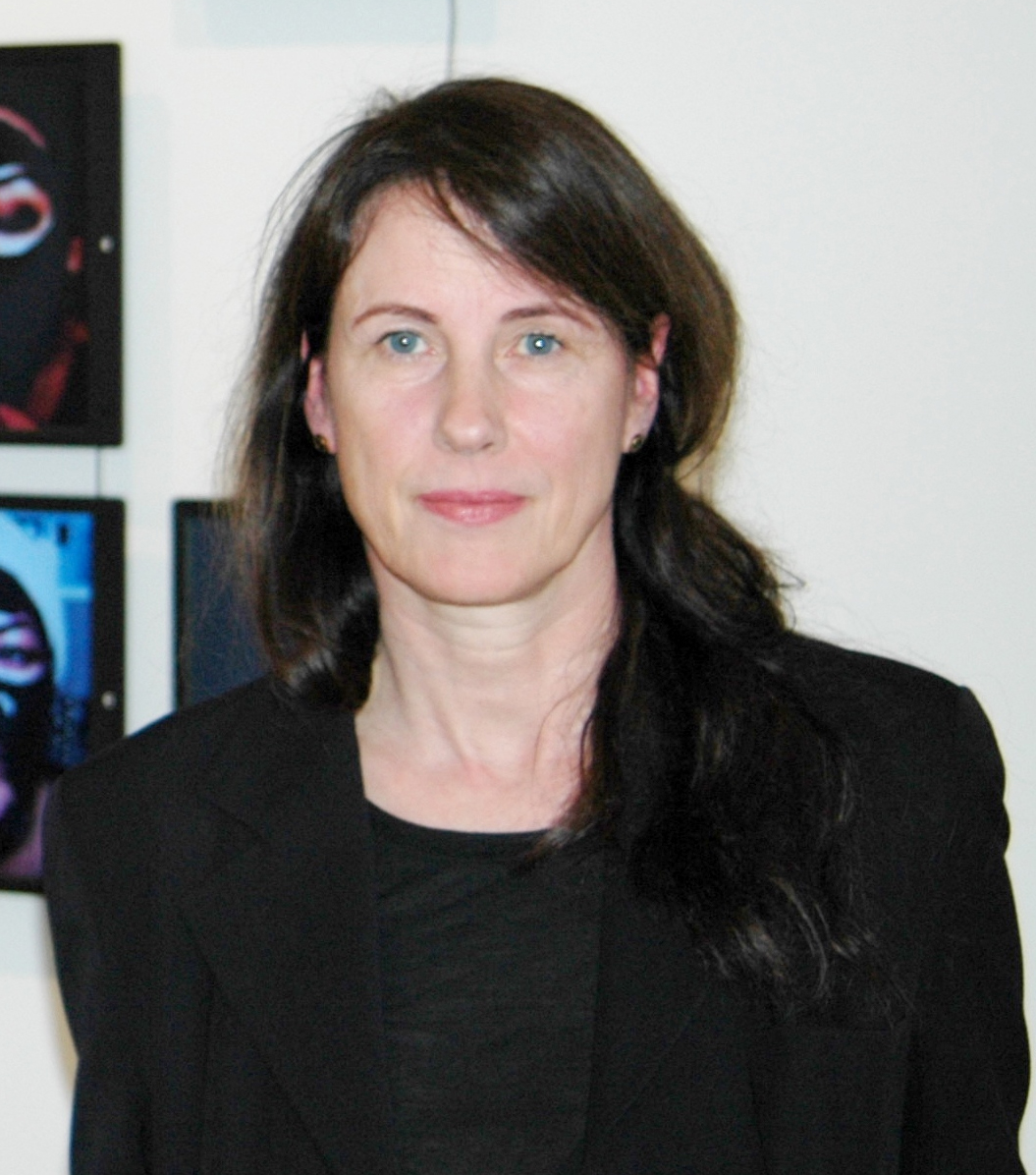
Susanne Weirich (2018) in der Ausstellung SCHWARZ, Museum unter Tage Bochum

Susanne Weirich (* 1962 in Unna) ist eine deutsche Künstlerin der Gegenwart. Ihr Werk umfasst Konzeptkunst, Fotografie, Installationen und Film. Susanne Weirich lebt und arbeitet in Berlin.

## Leben und Werk
Von 1981 bis 1988 studierte sie Germanistik an der Westfälischen Wilhelms-Universität Münster und parallel dazu von 1983 bis 1988 Bildende Kunst an der Kunstakademie Münster bei Timm Ulrichs.
Ihre Abschlussarbeit, die Ton-Bild-Schau Tokyo Rose (1989), eine fiktive Montage zur Geschichte der japanischen Propagandasprecherin Iva Toguri, untersucht auch die synthetische Zusammensetzung verschiedener Frauenstimmen: „Tokyo Rose is a composite of several women“. Mit der Installation war sie 1999 eine der jüngsten Teilnehmerinnen in der Ausstellung Ein Jahrhundert Kunst in Deutschland – Die Kunst im XX. Jahrhundert in der Nationalgalerie Berlin. 1999 hatte Weirich eine Kleine Retrospektive im Kunsthaus Zürich, 2008 mit searchviews eine Überblicksausstellung in der Stadtgalerie Saarbrücken. 2013 folgte eine „Werkschau im Kino“ (Peter Körte), in dem gemeinsam mit Robert Bramkamp produzierten Kinofilm Art Girls, der seine Premiere auf den Internationalen Hofer Filmtagen feierte.

## Lehre
Seit 1991 lehrte sie an verschiedenen Institutionen, wie der TU Berlin oder dem Art Center College of Design in Pasadena, Kalifornien. Von 2000 bis 2006 war sie Professorin an der Hochschule für bildende Künste Hamburg im Bereich Architektur. Für 2008/2009 wurde sie als Gastprofessorin für Bildhauerei an die Kunsthochschule Berlin-Weißensee berufen. Seit 2011 ist sie Professorin für Dreidimensionales Gestalten und Medien am Institut für Kunst und Kunstwissenschaft der Universität Duisburg-Essen; seit 2012 außerdem Gastprofessorin an der Chengdu Academy of Fine Arts, VR China.

## Arbeitsweise
In ihren interdisziplinär angelegten Arbeiten greift Susanne Weirich häufig auf Fotografie und Video zurück. Immer wieder entwickelt sie installative Formen, mit denen sie Ordnungsstrukturen und das Zusammenspiel von Realität und Fiktion narrativ thematisiert. Häufig arbeitet sie kontextbezogen mit gefundenem Material in jeder Form. Doris von Drathen schrieb: „Die Arbeiten von Susanne Weirich schaffen keine Bilder. Sie evozieren reale Lebenssituationen, bauen konkrete Wirklichkeit nach und machen sie im Distanzfilter sichtbar.“
Mit Die Sammlung des Parrhasios. Dreißig Illusionistische Gemälde mit Draperien (1992) inszenierte Susanne Weirich im Lichtschacht der Galerie Vorsetzen in Hamburg mit gerahmten, blinden Fensterrahmen, Absperrseilen, Beschilderungen und einer akustischen Führung ein „imaginäres Museum“ ohne Bilder. „Parrhasios' Augentäuschung hat ihre Pointe eben nicht in der illusionistischen Malerei, für die der Name Zeuxis steht, sondern in der Vorspiegelung falscher Tatsachen auf einer anderen Ebene. Anstatt auf Mimesis zu beruhen, heißt sein Täuschungsprinzip Simulation.“ Über die Re-Inszenierung mit antiken Bilderrahmen 1995 in der Galerie Mittelstraße Potsdam schrieb Annelie Lütgens: „[Wir] lauschen der angenehmen Stimme aus dem Walkman (Klaus Piontek), welche die Bilder von Gerard Dou, Velázquez und Rembrandt vor unserem geistigen Auge heraufbeschwört.“ Christoph Tannert bemerkte: „Susanne Weirich [...] ist mit ihrem Konzept ein einzigartiges Lehrstück über den Qualitätsbegriff in der Kunst, die Rolle des Künstlers damals und heute und über das, was sich in der Kunst darstellen, nicht darstellen, was sich sehen und erahnen läßt, gelungen.“
In ihrer Installation Elle ne perd pas le nord fragmentierte und verräumlichte Susanne Weirich die Carte de Tendre der Madeleine de Scudéry, eine allegorische Landkarte des Reiches der Liebe. Dafür malte Weirich prägnante Elemente der Karte, wie den ‚See der Gleichgültigkeit‘ oder die drei ‚Städte der Zärtlichkeit‘ an den Flüssen ‚Zuneigung‘, ‚Wertschätzung‘ und ‚Dankbarkeit‘ an die Wände der jeweiligen Ausstellungsräume in Berlin, Münster, Zürich und Madrid, und projizierte mit Hilfe von Diaprojektoren englisch- und deutschsprachige Zitate aus geographischen Handbüchern des 19. und 20. Jahrhunderts darauf. „Das Land der Liebe von Scudéry ist zu einem Irrgarten geworden, in dem jeder für sich alleine herumirrt, auch wenn die namenlose weibliche Titelfigur von Weirichs Installation nicht die Orientierung, nicht den Norden verliert – der bei Scudéry übrigens mit den unbekannten Ländern sowohl England als auch die gefährlichen sexuellen Triebe meinte.“ „Doch mit einemmal erschliesst sich der Zauber von Sätzen wie «Maps help us tell stories about ourselves» oder «Man wird unterwegs nicht jederzeit seinen Standort in der Karte angeben können», und der Weg von der «Médisance» zur «Sensibilité» liegt klar vor Augen.“ „In ihrer Intervention gelingt ihr das Kunststück der Verlorenheit einen Ort zu geben.“
Mit der begehbaren Installation Chinese Boxes im Ausstellungsraum des Kunstverein Ruhr in Essen widmete sich Weirich 2014 chinesischen Beerdigungsritualen, dem Umgang der Lebenden mit der Sphäre der Toten. In einem für die Ausstellung hergestellten Film im Museum Folkwang wurden von der Künstlerin mit Papiermodellen von Alltagsgegenständen und authentischen Grabbeigaben aus der chinesischen Antike, wie etwa einem Hahn aus Jade aus der Zeit der Han-Dynastie, fiktive Trauerrituale zelebriert, die an die chinesische Trauerkultur angelehnt sind. „Mit solchen Objekten waren magische Vorstellungen verbunden. Jade, so glaubte man, würde ewiges Leben ermöglichen, der Hahn Glück bringen. Im heutigen China verbrennt man andere Totengaben: Goldbarren, Handys, Hemden mit Krawatten und goldene Armbanduhren – alles aus Papier gefertigte Geschenke für die Toten.“
Seit Jahren ist Weirich in internationalen Gruppen- und Einzelausstellungen präsent – u. a. mit Die Glücksprophezeihungsmaschine im Haus der Kunst in München, Spielräume im Lehmbruck-Museum in Duisburg, You won’t feel a thing im WYSPA Institut, Gdańsk, The Word Wolke im Edith-Russ-Haus für Medienkunst in Oldenburg, MAN SON 1969. The Horror of the Situation in der Galerie der Gegenwart in der Hamburger Kunsthalle, Numerator and Denominator im Herzliya Museum of Contemporary Art, Tel Aviv (Israel), Chinese Boxes im Kunstverein Essen und 2018 mit Global Charcoal Challenge auf der 10. Bienal International De Arte SIART – Bolivia in La Paz sowie im Aargauer Kunsthaus (CH) in der Ausstellung Die Maske in der Kunst der Gegenwart.
Susanne Weirich ist Mitglied im Deutschen Künstlerbund. Sie gehörte 2003 zu den 40 Teilnehmern der DKB-Projektausstellung Herbarium der Blicke, die in der Bundeskunsthalle in Bonn gezeigt wurde.
Sie erhielt mehrere Stipendien und Preise. So war sie 1995 Stipendiatin der Hamburger Kulturbehörde. Mit der skulpturalen Installation All Work No Play bot sie mit geblisterten Warenhaus-Sets als „gefakte Readymades“, Hilfe bei Trauerarbeit, Beziehungsarbeit und Erinnerungsarbeit an.
1995/96 ging Weirich mit dem Berliner Senatsstipendium nach Kalifornien an das Pasadena Art Center. 1996 erhielt sie den Saarferngas-Förderpreis, 2000 ein Arbeitsstipendium des Berliner Senats, 2001 das Medienkunststipendium im Edith-Russ-Haus Oldenburg, begleitet von der Einzelpräsentation The Word Wolke.
2008 erhielt sie für die Entwicklung der Multimediarbeit Angels in Chains (2009) das Medienkunststipendium NRW. In der Installation inszeniert sie mit minimalen Mitteln einen Bühnenaufbau: zwei Mikrofonständer, zwei Lautsprecherboxen, ein Verstärker und die Projektionen von Susan Atkins, Patricia Krenwinkel und Leslie van Houten, die in Kugeln erscheinen: „Susanne Weirich erinnert an die Selbstdarstellung der drei Mörderinnen von Los Angeles, die zum Entsetzen der Öffentlichkeit als singende Blumenkinder in den Gerichtssaal einzogen. In Weirichs Installation Angels in Chains kehren sie als sphärisch entrückte Gesichter in Ton und Bild zurück und verschmelzen mit den Darstellerinnen der Hollywoodserie Drei Engel für Charly“ – „eines weiblichen Trios, das seine Aufträge ebenfalls von einem mysteriösen Charles erhält.“  In der Inszenierung wird die „wirklichkeitskonstituierende Rolle der Medien“ deutlich, „Die Sängerinnen – durch ihre youtube-Auftritte nur noch medial in der Gesellschaft präsent – singen als gefangene Geister im medialen Himmel.“

## Kunst und Architektur
Wiederholt realisierte Susanne Weirich Kunst am Bau und Kunst im öffentlichen Raum. Erstmalig mit der Plakatserie Nordwort (1989) mit literarischen und alltagssprachlichen Zitaten zum Begriff ‚Norden‘, die ins Serbokroatische und Türkische übersetzt im Dortmunder Norden auf Werbeflächen platziert wurden. Weitere Werke sind 60 Sonette (Fritz-Reuter-Schule Berlin Neu-Hohenschönhausen), Bar (Hamburg-Rahlstedt), Cloudbubbles (Stanford University Berlin, Haus Cramer), sowie mehrere Arbeiten in der Hauptniederlassung von Siemens Nürnberg, in der sie mit Parcours unter anderem die Warnschilder verwinkelter Bürogebäude ad absurdum führt. 2009 entstand gemeinsam mit Robert Bramkamp die interaktive Installation Sendersuchlauf, eine Lichtchoreographie für 20 Wartburg und 20 Opel, auf Einladung des Lichtfest Leipzig.
2021 erhielt sie für das interaktive Kunstwerk Blickwechsel den 1. Preis im Kunst-am-Bau-Wettbewerb für das Besucherzentrum des Bundesrates in Berlin.

## Kunst und Film
Häufig sind Weirichs Arbeiten inspiriert von Filmen. In Trostspender verwendet sie Zitate aus amerikanischen Hollywoodfilmen (Pulp Fiction, Wild at Heart, Killing Zoe, The War of Roses u. a.), die sich auf das Abwischen von Körperflüssigkeiten beziehen und lässt sie aus handelsüblichen Handtuchspendern auf öffentlichen Toiletten ertönen. In Busybody, einer Fotoserie von 2000, „untertitelt“ Weirich Szenen aus The Thomas Crown Affair von 1968 mit Faye Dunaway und Steve McQueen mit Zitaten aus Thomas Pynchon’s The Crying of Lot 49. „So wie bei Pynchon der Sinn stets zwischen den Zeilen anklingt, schwingt der Bildzusammenhang bei Weirich in den schwarzen Linien, die die Bildfragmente tektonisch gliedern“, schrieb Michaela Nolte in Der Tagesspiegel.
In ihrer Einzelausstellung in der Berliner Galerie Magnus Müller präsentierte Weirich 2007 die 3-Kanal-Videoinstallation White Lies (Notlügen). Darin beobachtet sie dokumentarisch fünf Hotelfachschüler beim Eindecken eines Tisches und inszeniert in einem Triptychon ein Gespräch zwischen drei Frauen an diesem Tisch: Nicole Heesters als Großmutter, Friedrike Wagner als Mutter und Klara Manzel als Tochter setzen sich in wiederholten Floskeln mit Familiengeheimnissen auseinander. Brigitte Werneburg schrieb in der taz: „In der offenen Parallelmontage der Filmsequenzen nehmen [sie] immer wieder die Positionen ihrer Antagonistinnen ein und spielen so auch gegen sich selbst. Bar jeder banalen Psychologisierung, allein mit ihren filmisch-visuellen Mitteln lotet Weirich dennoch die psychologischen Verwerfungen ihrer Geschichte aus.“
Mit La Riffa (2017) ging Weirich in den Dialog mit den Sammlungen des Herzog Anton Ulrich-Museums in Braunschweig. Die Medieninstallation war mitten in den Museumsrundgang eingebettet und bestand u. a. aus einem Greifautomaten, 2 Mirror Balls und einem projizierten Film. Er zeigt eine Montage aus der Episode La riffa (Der Hauptgewinn) von Vittorio De Sica aus dem Film Boccaccio 70 mit Sophia Loren als Schießbudenbetreiberin auf einem Jahrmarkt und neu hinzugefügten Szenen. „Sophia balanciert auf einer Kugel, wetteifernd mit dem Automaten, der ihr im Film gegenübersteht. Am Ende ist es eine kluge Betrachtung über das Verhältnis zwischen Subjekt und Objekt, die Hierarchie der Blicke – und die späte Emanzipation einer Sexikone“ schreibt Christiane Meixner.
Doris Kolesch betitelt Weirichs Werke generell als „Gefühlsmaschinen bei der Arbeit“: „Ihre Kunst führt präzise, ironisch und intelligent ein paradoxes Dilemma vor: Das vermeintlich Intimste, Natürlichste und Menschlichste des Menschen, nämlich seine Emotionen, sind durch und durch kulturell erzeugt, sie sind kombiniert und kollagiert aus Fragmenten von Literatur, Theater, Film, Musik, Werbung und Popkultur“.
In der Multi-Screen-Installation Silent Playground (1995) zeigt Weirich auf sechs Screens kurze Sequenzen, die die narrative Logik von Computerspielen des Survival-Genres wie Silent Hill simulieren. Inga Busch erlebt als hyperrealistischer Avatar auf verschiedenen Leveln Verfolgungsszenen mit zwei unterschiedlichen Ausgängen und erinnert „an Leeloo in Das fünfte Element oder an Nikita.“ Im Tagesspiegel hieß es: „Die Wirrnis spiegelt sich in labyrinthischen Gängen und wird durch die Nahperspektive der Handkamera verstärkt. [...] Weirich zeigt das ganz undialektische Unglück einer verfolgten Jägerin als Matrix der Installation! Neues Spiel, neues Unglück. Deshalb sind die Filme kurz und auf Wiederholung eingestellt: Intensität in der Endlosschleife.“ Petra Henninger vom Magazin artnet schrieb: „Mit Hilfe von Gegenständen und Bewegungsmustern der fiktiven Protagonistin entsteht ein kompliziertes Verweissystem, welches die unterschiedlichen Erzählstränge zu einem Ganzen zusammenwebt.“
Seit 1988 arbeitet sie regelmäßig mit dem Filmemacher Robert Bramkamp zusammen. 2019 veranstaltete Weirich mit Georg Seeßlen und Robert Bramkamp das Programm Bilder der Zukunft – 100 Jahre Sci-Fi im deutschen Kino für die Goethe-Institute Bejing (China) und Seoul (Süd-Korea), wo sie Art Girls und die 5-Kanal-Videoinstallation Silent Playground präsentierte.
In Zusammenarbeit mit Bramkamp entstand unter anderem der Film Der Bootgott vom Seesportclub, für den sie auch als Produzentin verantwortlich zeichnete. Filmbegleitend entwickelte sie das kollektive Erzählprojekt Die 100 Me (2004–2006) mit der Kulturstiftung des Bundes und Arte. In den Jahren 2020 bis 2023 entstand in Ko-Regie mit Robert Bramkamp der dokufiktionale Film Die Ausstattung der Welt.